# E584号線
E584号線 (E584ごうせん、英: European route E584) はウクライナのポルタヴァからモルドバを経由し、ルーマニアのスロボジアを結ぶ、欧州自動車道路のBクラス幹線道路。

## 経路
- ウクライナ
  - E85 - ポルタヴァ
  - E85 - オレクサンドリーヤ
  - オクニ（英語版、ウクライナ語版）
  - クロピヴニツキー
- モルドバ
  - キシナウ
  - ジュルジュレシティ（英語版）
- ルーマニア
  - ガラツィ
  - スロボジア